# Fernando Villafañe
Fernando Villafañe (La Rioja, Argentina, 1784 - Anjullón, provincia de La Rioja, junio de 1841) fue un militar y político argentino del siglo XIX, perteneciente al partido federal, y que ejerció como gobernador de las provincias de Catamarca y La Rioja.

## Biografía
Desde joven perteneció a las milicias urbanas en la ciudad de La Rioja. Formó parte de la división del Ejército de los Andes que, al mando de Nicolás Dávila, conquistó Copiapó para los independentistas en 1817.
En 1820 fue uno de los líderes del movimiento que depuso al último gobernador directorial y llamar al cabildo abierto que nombró gobernador autónomo a Francisco Ortiz de Ocampo.
Se unió más tarde a las milicias provinciales, y combatió a órdenes de Facundo Quiroga contra la invasión de Francisco Solano del Corro en 1821. Después combatió contra Nicolás Dávila en la batalla de El Puesto, y siguió a órdenes de Quiroga durante el resto de la vida de este. Luchó a sus órdenes en las batallas de El Tala, Rincón de Valladares, La Tablada y Oncativo. Después de esta última derrota, huyó a La Rioja, donde mantuvo una pequeña fuerza en armas contra el gobernador unitario Domingo Eugenio Villafañe. En 1831 combatió contra este a órdenes de Tomás Brizuela y lo ayudó a tomar el gobierno riojano.
Fue uno de los jefes más importantes del período de los gobernadores Paulino Orihuela y Jacinto Rincón. El gobernador Hipólito Tello lo nombró su ministro en 1834. A fines de 1834 asumió el gobierno riojano como gobernador delegado, y pasó a ser titular a principios del año siguiente, cuando llegó la noticia del asesinato de Facundo Quiroga.
En ese momento comenzaron a aparecer candidatos a suceder al gran caudillo, entre los cuales sobresalían el Chacho Peñaloza, de los Llanos, y Tomás Brizuela, de Famatina. Villafañe nombró comandante de armas a Brizuela, lo que le valió la enemistad del Chacho. Este se refugió en la provincia de San Juan, desde donde organizó una invasión a su provincia, con el apoyo del gobernador Martín Yanzón. Brizuela los venció en un combate en Pango, pero Villafañe ya no estaba allí: había dejado el gobierno a Tello, en enero, y había buscado refugio en Tucumán, a la sombra del nuevo gran caudillo del Noroeste, Alejandro Heredia.
Pero no llegó a destino: cuando pasaba por Catamarca, Heredia lo hizo elegir gobernador de esa provincia, apenas al día siguiente de su salida de su provincia natal. Su actuación fue muy pobre: permitió que la provincia de Tucumán se anexara los departamentos del oeste: Santa María, Belén y Tinogasta. La reacción negativa del caudillo de Belén, Eusebio Balboa, obligó a su renuncia, y también obligó a Heredia a devolver al menos este departamento y Tinogasta. Santa María volvería al dominio catamarqueño recién a la muerte de Heredia.
Regresó a La Rioja en 1837, y permaneció inactivo por un tiempo. Cuando el gobernador Brizuela se pronunció por la Coalición del Norte, unitaria, se pronunció en su contra y se refugió en Córdoba. Esa provincia fue invadida por los unitarios en 1840, y Villafañe se unió al ejército federal de Manuel Oribe, vencedor de estos en la batalla de Quebracho Herrado; un decreto de Rosas lo reconoció como coronel de caballería.
A principios de 1841 guio al ejército de Oribe en su campaña sobre La Rioja y a conseguir que varios oficiales riojanos se pasaran con sus fuerzas al ejército federal. Pero cuando Oribe retrocedió, quedó demasiado adelantado y fue capturado por las fuerzas del Chacho Peñaloza. Fue llevado presencia del general Juan Lavalle, que lo hizo fusilar a mediados de junio, junto con los coroneles Franco y Guerrero.